# Bayraklı
Bayraklı ist eine Stadtgemeinde (Belediye) im gleichnamigen Ilçe (Landkreis) der Provinz Izmir in der türkischen Ägäisregion und gleichzeitig ein Stadtbezirk der 1984 gebildeten İzmir Büyükşehir Belediyesi (Großstadtgemeinde/Metropolprovinz). Die Gemeinde ist flächen- und einwohnermäßig identisch mit dem staatlichen Bezirk.
Der Kreis/Stadtteil liegt im Zentrum der Provinz und wurde ebenfalls wie Karabağlar im Jahr 2008 gebildet (Gesetz Nr. 5747). Hierzu wurden von der bestehenden Belediye Karşıyaka die südöstlichen Stadtteile (Mahalle) abgetrennt. Die Gründung der Stadt Bayraklı geschah somit aus diesen 23 Mahalle.
Die Stadt hatte Ende 2012 309.137 Einwohner in 23 Mahalle, denen ein Muhtar als oberster Beamter vorsteht. Ende 2020 lebten durchschnittlich 12.791 Menschen in jedem Mahalle, die bevölkerungsreichsten zu diesem Zeitpunkt waren:
- Manavkuyu Mah. (30.222)
- Osmangazi Mah. (26.823)
- Mansuroğlu Mah. (24.753)
- Adalet Mah. (19.895)

- Yamanlar Mah. (18.093)
- Gümüşpala Mah. (15.432)
- Tepekule Mah. (15.254)
- Org.Nafiz Gürman Mah. (14.474)

- Postacılar Mah. (12.765)
- R.Şevket İnce Mah. (12.273)
- Emek Mah. (12.248)
- Soğukkuyu Mah. (11.941)
- Fuat Edip Baksı Mah. (11.681 Einw.)

Obwohl der drittkleinste Kreis/Stadtbezirk hinsichtlich der Bevölkerungszahl an sechster Stelle steht, belegt Bayraklı bei der Bevölkerungsdichte den zweiten Platz hinter Konak. Die Bevölkerungsdichte beträgt etwa das 28-fache des Provinzwertes (10.233÷370 Einw. je km²).
Bei Bayraklı liegt eine ebenfalls oft Bayraklı genannte archäologische Ausgrabungsstätte, die die Überreste von Alt-Smyrna darstellt, des frühesten Siedlungsplatzes der Stadt Smyrna, des modernen Izmir.

## Fotografische Impressionen aus der Stadt

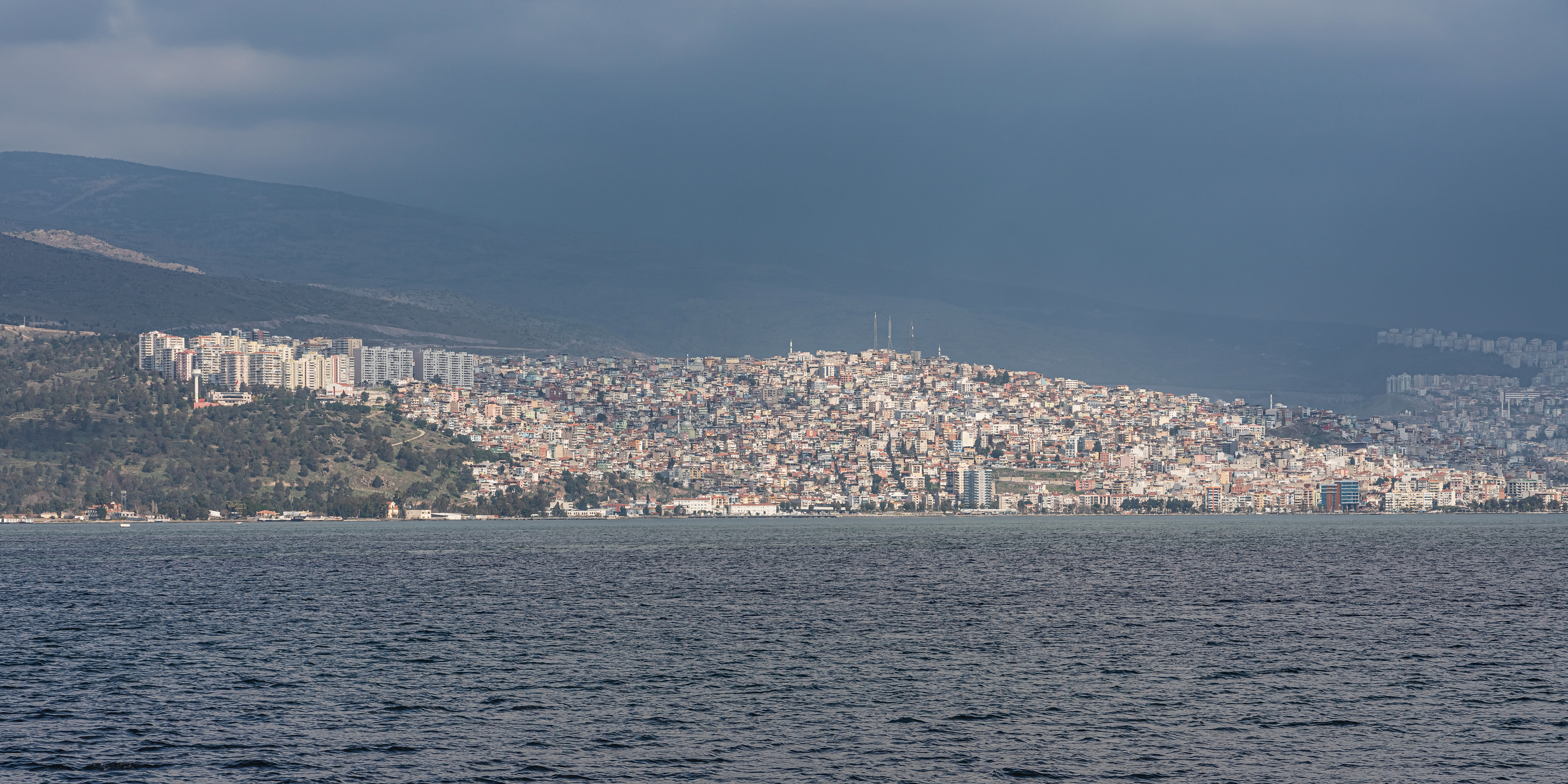
Blick auf die Stadt
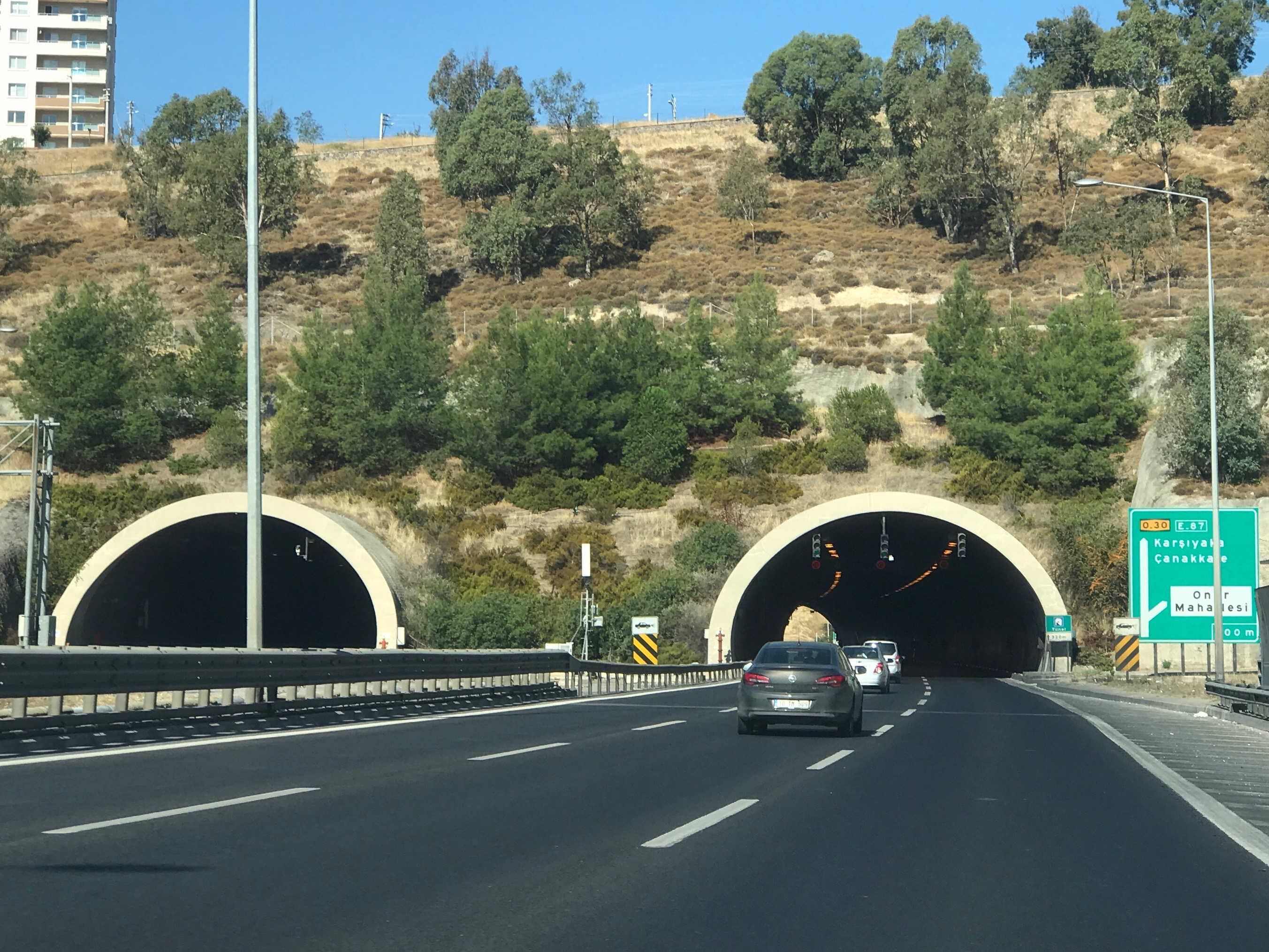
Tunnel an der E87
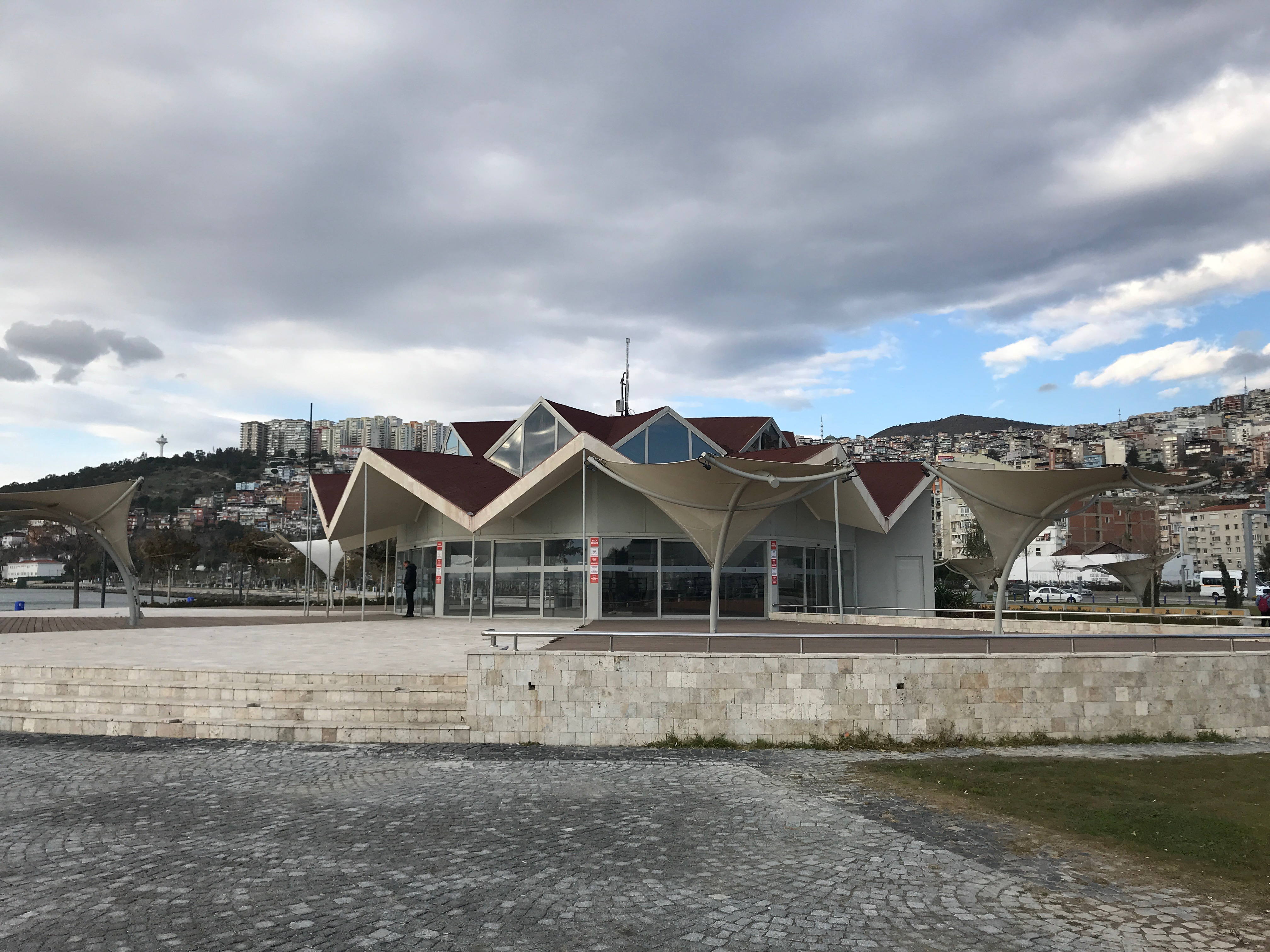
Terminal der Fähre
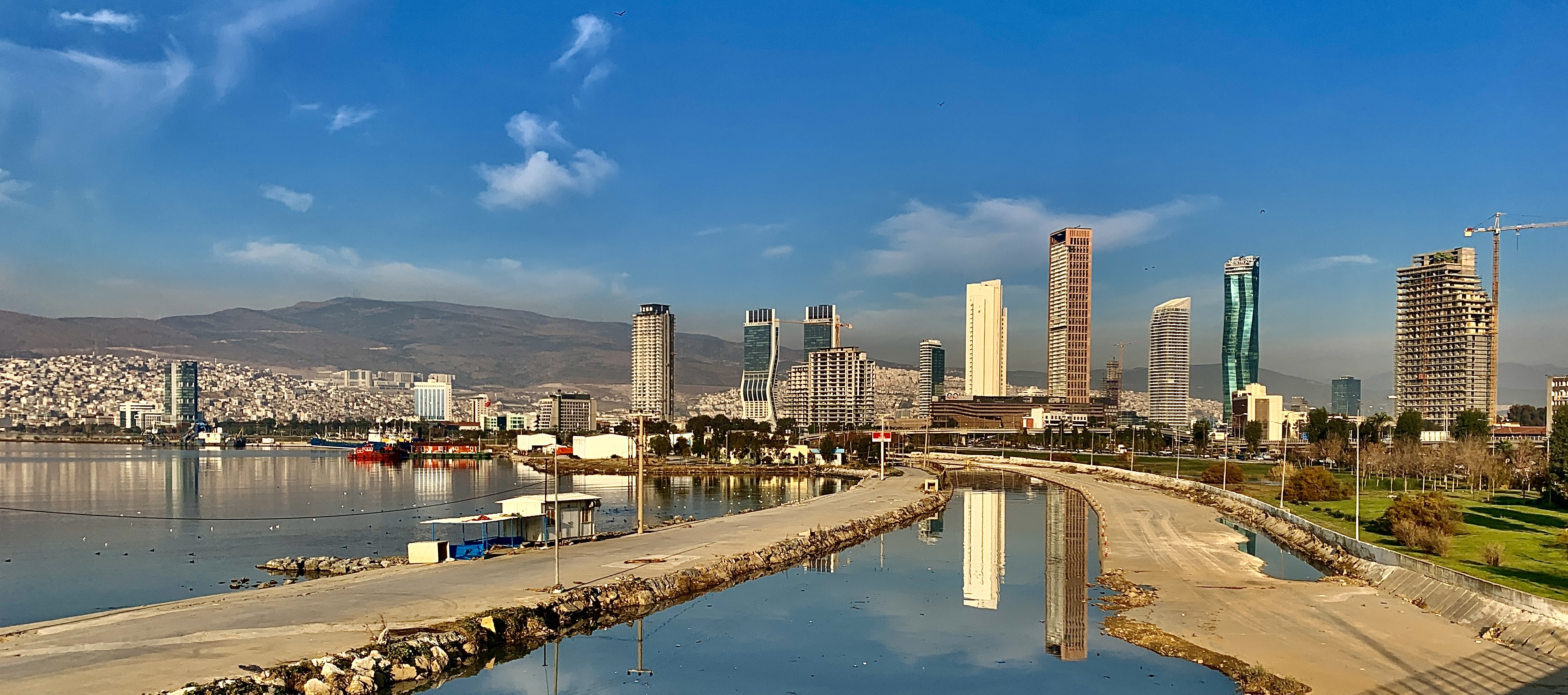
Bayrakli Downtown İzmir
Der Meles Fluss in Bayrakli